# Jordano Martinelli
Jordano Martinelli (Porto Alegre, 1912 — São Bernardo do Campo, 1990) foi um adestrador de cães e ator brasileiro. Era dono do cão Duque, nascido em 1947, que fez sucesso em vários filmes brasileiros.

## Biografia
Aos oito anos de idade já treinava cães da raça fox terrier para circos. Adulto, virou caminhoneiro e adestrou um cão pastor alemão com o nome Duque para tomar conta da carga. Em 1950, toda a equipe de filmagem da Companhia Cinematográfica Vera Cruz estava no sul do Brasil fazendo tomadas externas para Terra é sempre terra, quando conheceram Jordano e Duque. Gostaram tanto do cachorro que o contrataram, juntamente com seu dono. Duque foi estrela ao lado de Mazzaropi no filme Sai da Frente, e Jordano fez pequenas pontas em vários filmes da companhia.
Jordano acabou radicando-se em São Bernardo do Campo, comprou uma chácara e montou uma escola para cães em 1955, quando se desligou da companhia.
Na década de 1970 arrematou parte do acervo da Vera Cruz e montou um museu em sua casa. O que ele queria mesmo é que a prefeitura de Santo André comprasse o acervo e fizesse um museu municipal. Morreu aos 78 anos de idade, sem realizar seu sonho.

## Filmografia
- 1951 - Ângela
- 1952 - Tico-tico no fubá
- 1952 - Sai da frente
- 1952 - Apassionata
- 1953 - Nadando em dinheiro
- 1953-  Sinhá Moça (filme)
- 1954 - Candinho
- 1955 - A carrocinha
- 1957 - Osso, amor e papagaios
- 1959 - Na garganta do diabo
- 1963 - A Ilha

## Fonte
Astros e Estrelas do Cinema Brasileiro, de Antonio Leão da Silva Neto